# Port-Saint-Louis-du-Rhône
Port-Saint-Louis-du-Rhône é uma comuna francesa na região administrativa da Provença-Alpes-Costa Azul, no departamento de Bouches-du-Rhône. Estende-se por uma área de 73,38 km². Em 2010 a comuna tinha 8 503 habitantes (densidade: 115,9 hab./km²).